# Nan Madol
Nan Madol consiste em uma série de pequenas ilhas artificiais ligadas por uma rede de canais e é freqüentemente chamado de "A Veneza do Pacífico". Está situado no canto sudeste da ilha de Pohnpei, presentemente parte dos Estados Federados da Micronésia, e seu capital foi usado na dinastia Saudeleur até aproximadamente 1500 a.D. Nan Madol significa "espaços entre" e é uma referência a seus canais.

## História
Nan Madol foi a capital cerimonial e política da dinastia Saudeleur, a qual governava 25.000 habitantes de Ponhpei. Localiza-se fora da ilha principal de Pohnpei e é habitado desde o século I ou II d.C. A construção do islote começou entre os séculos VIII e IX, mas sua arquitetura megalítica não começou até o século VII.

## Mistérios
A cidade de Nan Madol é conhecida pelos mistérios que giram em torno de suas ruínas. Enormes templos foram construídos com blocos de basalto que pesavam até 50 toneladas. Não se sabe em que época ocorreu tal feito e nem como os seus moradores conseguiram transportar-las para o local. A ilha também possui outro enigma: de acordo com a lenda local, existem túneis submersos que guardam inúmeras riquezas e antigos artefatos. Por causa destes mistérios, a ilha atrai a atenção de muitos pesquisadores, que até hoje nunca conseguiram comprovar essa teoria.

## UNESCO
Foi inscrito como Patrimônio Mundial da UNESCO em 2016 por: "testemunhar as práticas religiosas e sociais das sociedades da ilha."